# Akihito (género)
Akihito es un género de peces de la familia de los Gobiidae en el orden de los Perciformes.

## Especies
Se reconocen las siguientes:
- Akihito futuna Keith, Marquet & Watson, 2008
- Akihito vanuatu Watson, Keith & Marquet, 2007